# 伊曼纽尔·穆迪埃
伊曼纽尔·卡贝亚·穆迪埃（英語：Emmanuel Kabeya Mudiay，1996年3月5日—），职业篮球运动员，司职控球后卫，拥有刚果民主共和国和美国雙重國籍。2015年NBA选秀大会被丹佛掘金以第七顺位选中。他曾在2013年8月24日宣布加入南方卫理公会大学，但在之后放弃加入南方卫理公会大学的野马篮球队参加美国大学联赛（NCAA）的权利，而选择加入广东华南虎以获取参加2015年NBA选秀的机会。

## 早前生活
穆迪埃出生于1996年3月5日的扎伊尔共和国首都金沙萨，他的父母是让-保罗·穆迪埃和泰利丝·柯蓓亚。伊曼纽尔的父亲在第二次刚果战争去世，导致伊曼纽尔的家庭受到了巨大冲击。他的家位于图西族士兵所在区域，穆迪埃一家只能靠母亲种植的一点咖啡和蔬果维持生活。2001年，泰利丝申请到了美国的政治庇護，他带着一家逃离刚果，来到了美国。

## 高中生涯
来到美国后，他来到了德克萨斯州阿灵顿的格蕾丝预科学院，与之后因马凡氏综合征而被迫离开篮球的中锋以赛亚·奥斯汀搭档。他在4A级别的TAPPS邀请赛决赛中拿到十六分，带领球队以42-37击败韦斯特伯里基督学校。在他的最后一个高中赛季，他来到雷·福斯特教练的总理预科学院，该学院的两位有着良好大学前景的球员卡维尔·谢泼德和乔丹·米奇被禁赛，这使得穆迪埃打出了一个优异表现的赛季，他也因此成为了2015年NBA选秀中状元签的有力人选，他也得到了类似堪萨斯、亚利桑那大学等名校的招募。
8月24日，穆迪埃宣布加入带领底特律活塞拿到NBA总冠军的教练拉里·布朗指挥的南方卫理公会大学，不过最后，他还是像布兰顿·詹宁斯选择到海外打球，以获得参加次年NBA选秀的机会。

## 职业生涯

### 廣東華南虎
2014年7月22日，穆迪埃与广东华南虎签下一份为期一年，价值120万美元的合同。但在同年11月25日面对新疆飞虎的比赛中，穆迪埃在上篮时落地踩到可兰白克·马坎的脚部而脚踝韧带受伤。在12月5日，广东华南虎宣布穆迪埃被威尔·拜纳姆替换。2015年3月1日，广东队宣布重新使用穆迪埃，以替换队内的大前锋杰夫·阿德里安。

### NBA生涯
在2015年NBA選秀中獲第七順位被丹佛金塊選中。之后他代表掘金队参加了拉斯维加斯夏季联赛，并入选了夏季联赛第二阵容。

## 外部連結
- 伊曼纽尔·穆迪埃在NBA官網（英语）
- 伊曼纽尔·穆迪埃在Basketball-Reference.com（NBA）（英语）
- 伊曼纽尔·穆迪埃在Basketball-Reference.com（NBA G聯盟）（英语）
- 伊曼纽尔·穆迪埃在Basketball-Reference.com（國際）（英语）
- 伊曼纽尔·穆迪埃在ESPN（NBA）（英语）
- 伊曼纽尔·穆迪埃在Eurobasket.com（球員）（英语）
- 伊曼纽尔·穆迪埃在Proballers（英语）
- 伊曼纽尔·穆迪埃在RealGM（英语）